# Día de las velitas
El día de las velitas o noche de las velitas es una de las festividades más tradicionales de Colombia. Es una celebración de origen religioso que en la actualidad se ha convertido en una manifestación social generalizada. 
El festejo varía según las regiones del país, pero generalmente empieza desde la noche del 7 de diciembre, con el encendido de faroles y velas que iluminan hogares, calles, iglesias, empresas y centros comerciales de los pueblos y ciudades. Esta celebración marca el comienzo de las fiestas navideñas en el país. Mientras, el 8 de diciembre se celebra el dogma de la Inmaculada Concepción de la Virgen María.

## Orígenes

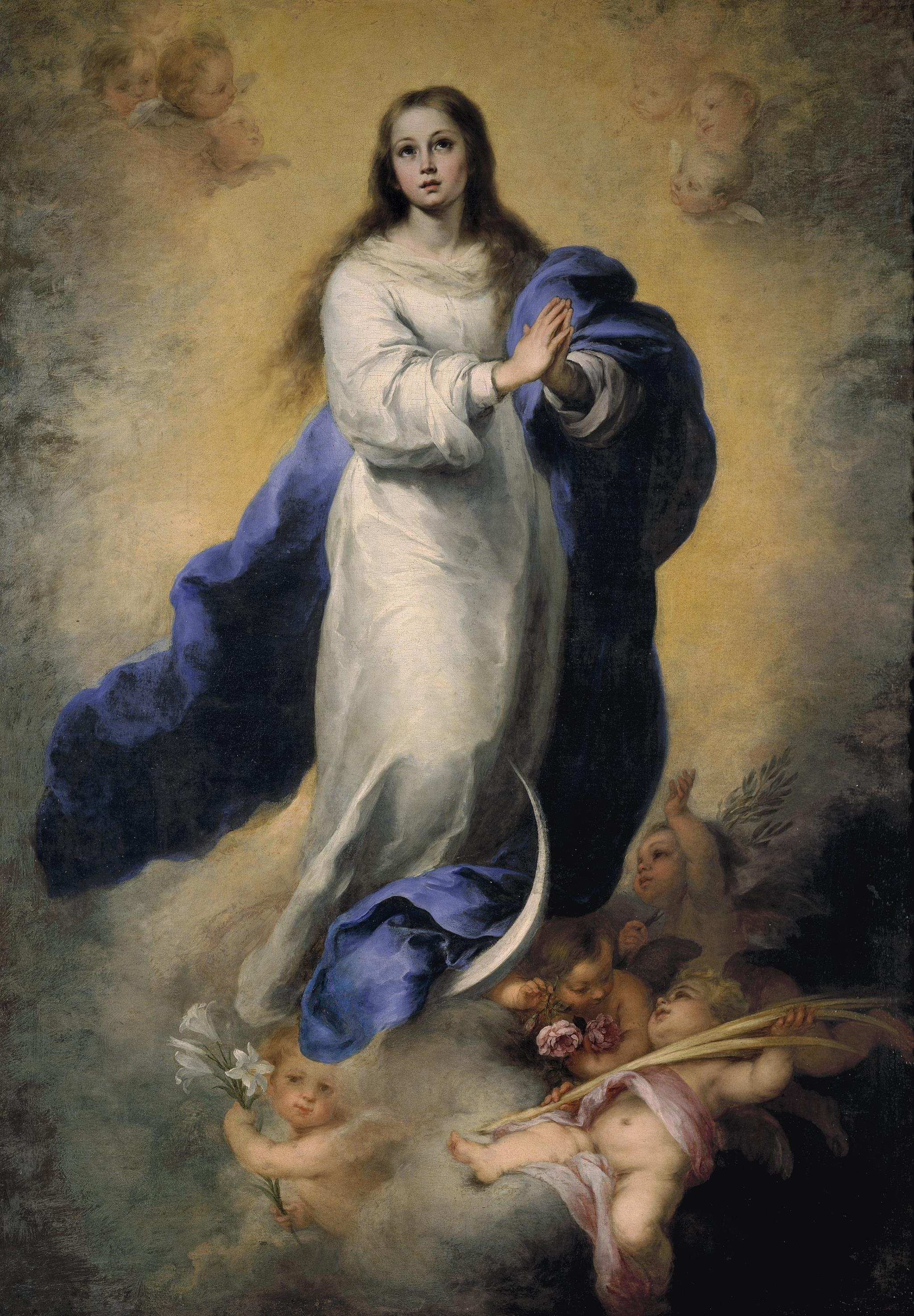
María, madre de Jesús, como la Inmaculada Concepción. Bartolomé Esteban Murillo. Museo del Prado.

El día de las velitas, de inspiración cristiana, se celebra en Colombia como vigilia de la fiesta de la Inmaculada Concepción de la Virgen María; el dogma fue proclamado así por el papa Pío IX en la bula Ineffabilis Deus el 8 de diciembre de 1854: 

...Para honra de la Santísima Trinidad, para la alegría de la Iglesia Católica, con la autoridad de nuestro Señor Jesucristo, con la de los Santos Apóstoles Pedro y Pablo y con la nuestra: Definimos, afirmamos y pronunciamos que la doctrina que sostiene que la Santísima Virgen María fue preservada inmune de toda mancha de culpa original desde el primer instante de su concepción, por singular privilegio y gracia de Dios Omnipotente, en atención a los méritos de Cristo-Jesús, Salvador del género humano, ha sido revelada por Dios y por tanto debe ser firme y constantemente creída por todos los fieles. Por lo cual, si alguno tuviere la temeridad, lo cual Dios no permita, de dudar en su corazón lo que por Nos ha sido definido, sepa y entienda que su propio juicio lo condena, que su fe ha naufragado y que ha caído de la unidad de la Iglesia y que si además osare manifestar de palabra o por escrito o de otra cualquiera manera externa lo que sintiere en su corazón, y por lo mismo quedan sujetos a las penas establecidas por derecho.

## Características en las distintas regiones.
Armenia
La celebración comienza el 7 de diciembre, en muchos de los barrios se cierra el paso para vehículos y en su lugar, las calles se llenan de faroles, en la mayoría con una temática en especial. En el barrio El Recreo se lleva a cabo uno de los alumbrados más grandes de Colombia, el cual es visitado por miles de personas cada año, y en donde participan empresas públicas y privadas, así como ciertos grupos de personas. El 8 de diciembre los habitantes de Armenia llevan a cabo la misma celebración. 
Barranquilla

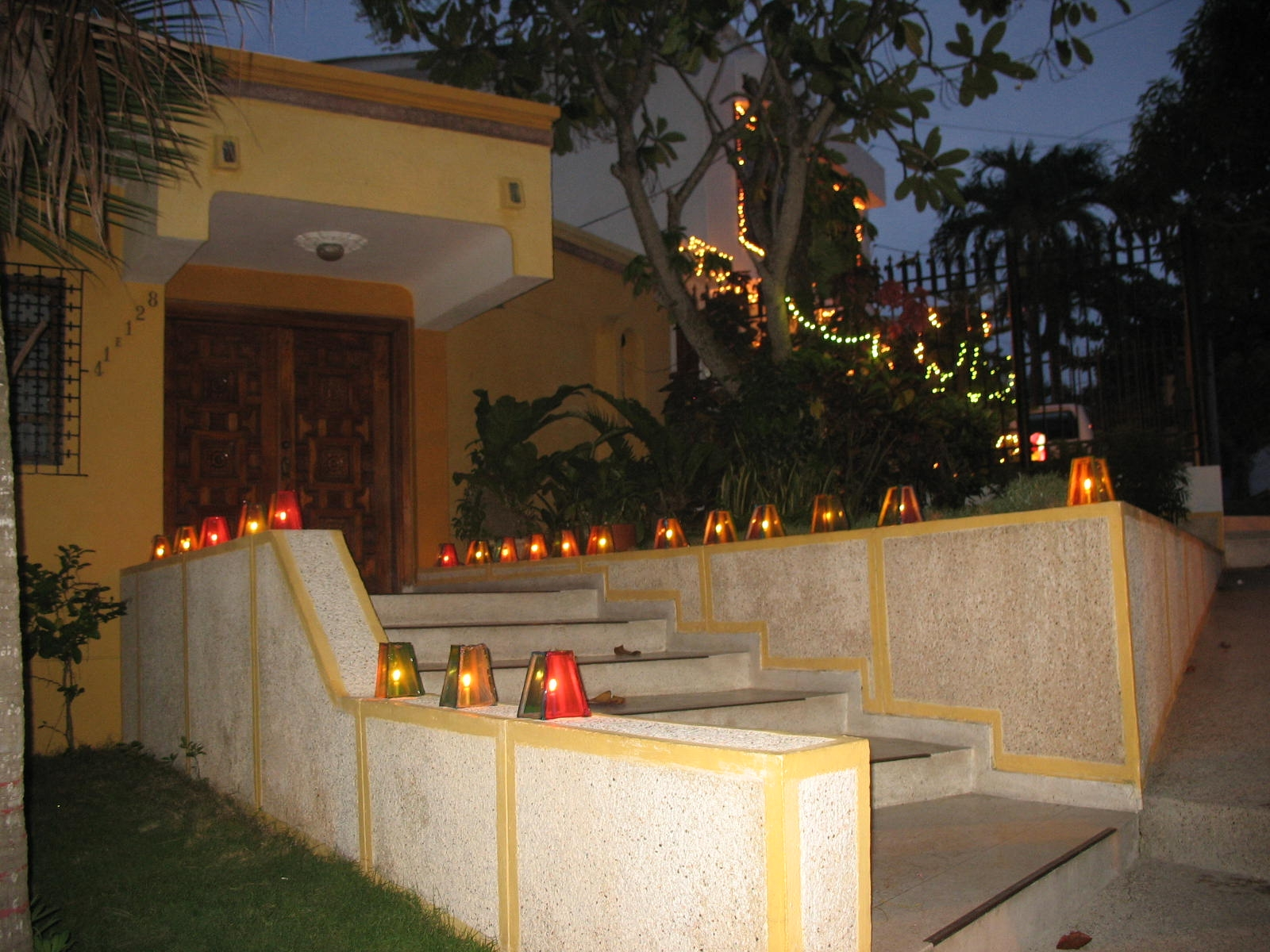
Casa con faroles en la madrugada del 8 de diciembre en Barranquilla.

La celebración comienza la noche del 7 de diciembre, marcando el inicio de las fiestas navideñas en Barranquilla, donde en diciembre los vientos alisios generan un característico ambiente. La madrugada del 8 de diciembre, alrededor de las 3 de la mañana, en medio de un popular ambiente festivo, los habitantes colocan faroles multicolores iluminados con velas en su interior en los frentes de las casas y en los andenes para celebrar la Inmaculada Concepción. Tradicionalmente, estos faroles son de fabricación artesanal, con listones de madera dispuestos en forma de pirámide truncada, cuyas caras se forran en papel celofán de colores verde, amarillo, azul y rojo. Dos canciones compuestas por el barranquillero Adolfo Echeverría son las más escuchadas durante esta celebración: Las cuatro fiestas (interpretado originalmente por el Cuarteto del Mónaco y su cantante Nurys Borrás) e Inmaculada.
Bogotá
En Bogotá se acostumbra prender velas y colgar faroles en las ventanas y puertas de las casas solo en la noche del 7 de diciembre. 
Igualmente, la ciudad realiza actividades nocturnas para la familia; museos, tiendas, y centros comerciales tienen horarios extendidos y espectáculos con fuegos artificiales. El festejo empieza con un show de luces, que inician en lo alto de la torre de Colpatria ubicada en el centro de Bogotá y uno de los edificios más tradicionales de la ciudad.
Bucaramanga
En Bucaramanga, las familias prenden velas la noche del 7. El 8 de diciembre se iza la bandera de la Virgen en las ventanas y balcones de las casas.
Buenaventura
En Buenaventura se celebra el día de las velitas la noche del 7 de diciembre. En las casas se disponen faroles bien sea colgantes o en el antejardín y en las casas prenden las velas y las colocan sobre unas tablas. Es un momento donde la comunidad se une para encender todas la velas.
Caquetá
En Florencia y los distintos municipios de este departamento, se alumbra la noche del 7 de diciembre y, en ocasiones, el 8. Iglesias, casas y calles se adornan con faroles multicolores. En las zonas ganaderas, los finqueros y hateros disponen faroles en los estantillos de cercas y corrales iluminando singularmente las veredas.
Cali
En Cali se celebra la noche del 7 de diciembre. Las personas ponen velas y faroles en el borde de los andenes espaciadas unos 20 o 30 centímetros, y se dejan allí hasta que se consumen. Otras personas cuelgan faroles en los árboles o cantan villancicos, se prende pólvora y se disfruta con alimentos tradicionales como la natilla y los buñuelos. Algunas personas conforman altares para la Virgen María. Se disfruta en familia, muchos faroles son de fabricación artesanal, algunos con figuras alusivas a la Virgen y algunos personajes de la Navidad.
Cauca

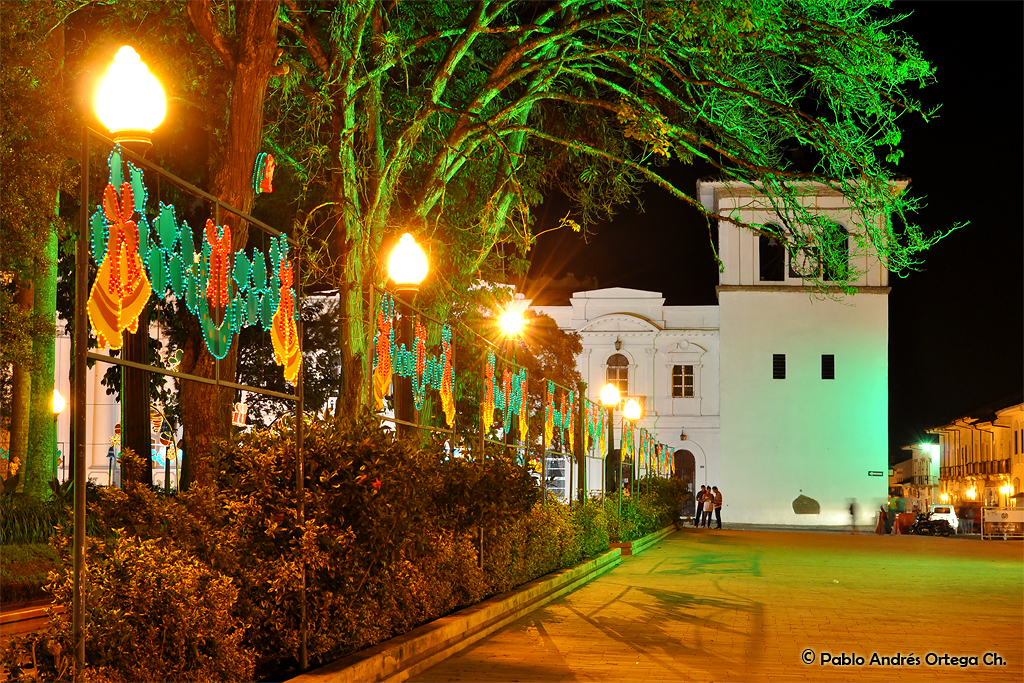
Alumbrado navideño parque Caldas frente a la Catedral Basílica de Nuestra Señora de la Asunción - Popayán.

El día de las velitas en Popayán y el Cauca se celebra de manera similar que en la mayoría de municipios de Colombia: un poco antes de caer la noche, se adornan los antejardines de las casas con velas de colores, luces y faroles que se encienden más adelante y en la que participa toda la familia en un ambiente de alegría. Y a pesar de que la costumbre de encender pólvora ha disminuido mucho, aún muchas personas siguen usando este elemento. Y como es una celebración religiosa, también se celebran misas en las iglesias, y en los hogares se encienden velas en honor de la Virgen María. Igualmente ese día, o mejor esa noche, se inaugura el alumbrado navideño público, en el que se adornan con luces de colores las plazas, parques y vías públicas de Popayán y los diferentes municipios del departamento del Cauca.
Además del alumbrado y el encendido de velitas, en el centro histórico de Popayán se realiza en horas de la noche la procesión de fiesta en honor de la Inmaculada Concepción, una advocación propia de la ciudad hecha por Bernardo de Legarda en el siglo XVIII. 
Cartagena de Indias
Esta celebración une a todas las familias los días 7 y/o 8 de cada diciembre, acompañada de música, fiestas, cabalgata por el centro histórico y un ambiente muy alegre, se disponen velas de múltiples colores adornando las terrazas de las casas y formando caminos iluminados. Las costumbres varían desde encender las velitas en la noche del 7 de diciembre hasta la madrugada del 8.
Cúcuta
Se encienden las velitas en los cementerios de La Esperanza y Jardines de San José, al mismo tiempo se inauguran las luces de Navidad principalmente en el sector conocido como el Malecón. La gente enciende las velas desde la noche del 7 de diciembre.
Santa Marta
En Santa Marta, el festejo inicia muy temprano el día 8 de diciembre y termina al amanecer. En Plato, el festejo inicia a las 3 de la madrugada del día 8 de diciembre, termina al amanecer y coincide con el cumpleaños de esta población, acompañada de procesiones por la carrera 15 y juegos pirotécnicos. Al amanecer, los niños crean "volcancitos, castillitos o calderitos" que consiste en una o más velas enterradas en un orificio en el suelo con un recipiente que por lo general son las tapas metálicas de bebidas suspendidas por un soporte de alambre que normalmente queda de la quema de las luces de bengala, en dicho recipiente le agregan parafina que queda de las velas y al estar fundida le agregan agua y produce una bola de fuego producto de la reacción.
Montería
La celebración comienza la noche del 7 y la madrugada del 8 de diciembre, casi siempre a la 4:00 AM se coloca la segunda ronda de velas. La madrugada del 8 de diciembre, los habitantes colocan faroles multicolores iluminados con velas en su interior en los frentes de las casas y en los andenes para celebrar la Inmaculada Concepción. Por tradición, estos faroles son de fabricación artesanal, con papel decorado. 
Maicao
Se celebra los días 7 y 8 diciembre. En las casas se ponen los faroles o velas y comienzan a iluminar las casas.
Medellín

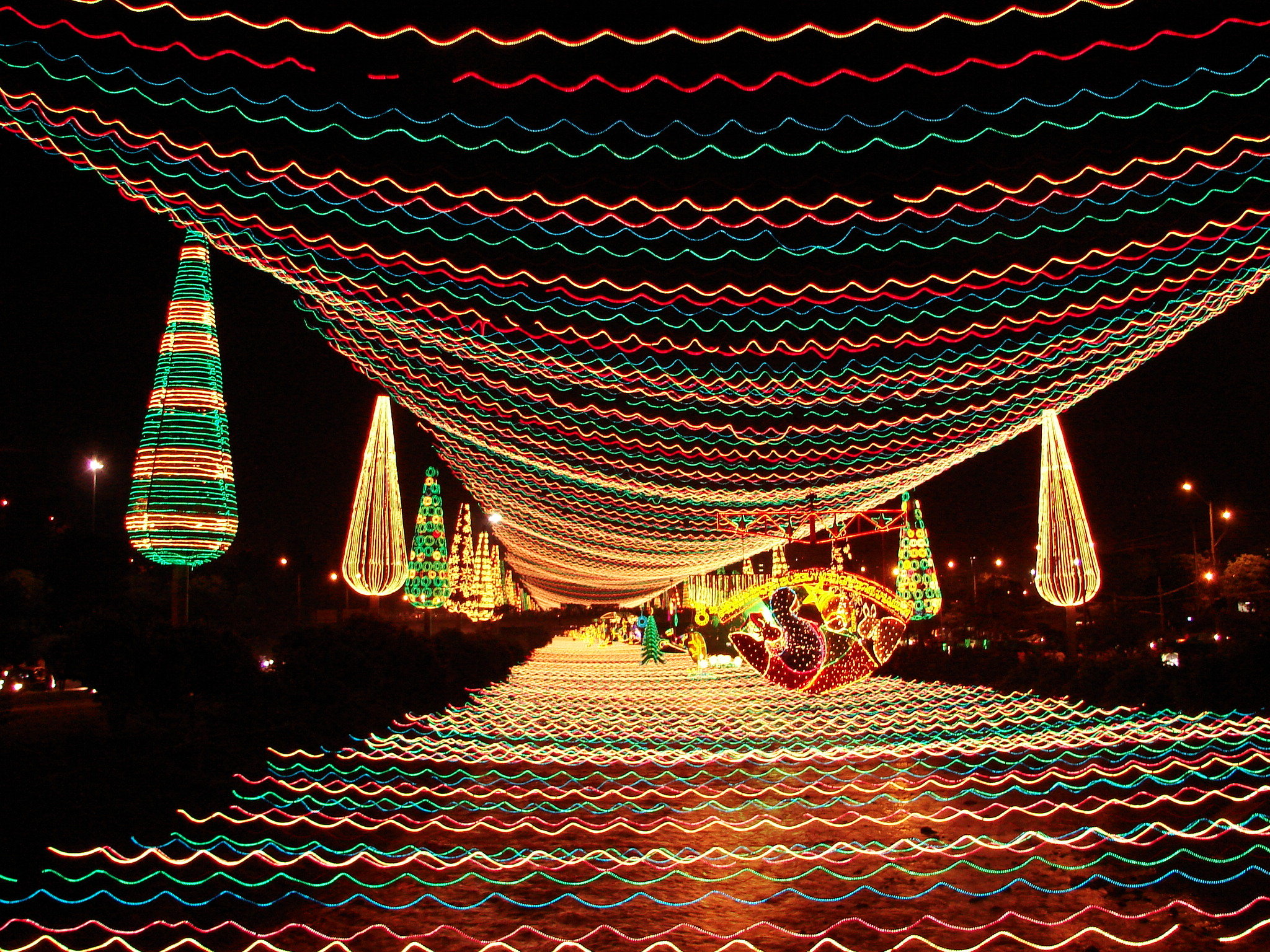
Iluminación a lo largo del río Medellín.

La celebración inicia el 7 de diciembre y continúa el 8, cuando las velas y faroles iluminan casas y calles. Las familias se reúnen para celebrar junto a la iluminación de las velas y es común que con la cera derretida los niños se embarquen en la fabricación de bolas de esperma (parafina) y los adolescentes en La Candelada.
Al mismo tiempo se inauguran las luces de Navidad en toda la ciudad, principalmente en las avenidas del río Medellín y La Playa; en esta última, se realiza un desfile llamado "Desfile de Mitos y Leyendas", en el que se ponen en escena grandes figuras que representan los diferentes mitos y leyendas colombianas como el Mohán o el Padre sin Cabeza. Todas estas actividades culturales, acompañadas de fuegos pirotécnicos, son ofrecidas por la alcaldía como regalo a la ciudad y marcan el inicio de la Navidad en Medellín. El decorado navideño de Medellín se ha convertido en una de las atracciones turísticas más famosas y representativas de la ciudad en la época navideña.
En el Parque Cementerio Jardines Montesacro, se realiza el evento llamado "Noche de las luces" que consta de una celebración eucarística y una procesión en honor a la Inmaculada Concepción. El parque se alumbra con miles de faroles y antorchas. 
En los pueblos más tradicionales se realizan procesiones con lucernario en honor a la Inmaculada Concepción, patrona de la catedral Metropolitana de Medellín y de la catedral de Santa Fe de Antioquia.
Neiva y Pitalito
En el Neiva, las familias ponen velas en las aceras, los centros comerciales organizan eventos, es muy común también el encender velas y faroles en la Avenida La Toma junto al alumbrado navideño.
En Pitalito se celebra con familias en cada cuadra, bafles en la esquina y listos para la fiesta. En el parque principal se encuentran alumbrados y la ciudad ilumina con la luz de las velitas.
Ocaña
Se celebra el día 7 de diciembre con la bendición de las velas en las parroquias de la ciudad, donde continúan en algunas iglesias ya sea con hora santa o vigilia al dogma de la Inmaculada Concepción. Unos de los lugares donde las personas se reúnen principalmente son la Plaza Parque 29 de Mayo, donde se ilumina principalmente el Hall de banderas y el monumento a la Virgen de Torcoroma; y otro sitio es la Plazoleta de San Francisco, donde se ilumina en pleno. En las casas, calles, parques, plazoletas, iglesias; se ponen faroles o velitas por la paz del Catatumbo y la unión de las familias ocañeras y empiezan oficialmente las fiestas de cumpleaños de Ocaña, Navidad, fin de año y carnavales. El 8 de diciembre en las horas de la mañana en algunas parroquias, inician la programación con el rosario de aurora a las cinco de la mañana y después en todas las iglesias de la ciudad se celebran las primeras comuniones.
El Pacífico
En la llanura selvática que va hasta el océano Pacífico, la tradición de las velas es especialmente popular en el pueblo de Guapi, Cauca. La costumbre es adornar las balsas y potrillos (especie de canoas), con velas y luces, y hacerlas pasar en la noche del 7 frente al desembarcadero. Allí espera la población, mientras entonan cantos tradicionales, conocidos como arrullos y alabaos. En algunas de las balsas van conjuntos tradicionales de marimba, tocando la música típica de la región. 
Pasto, Ipiales y Túquerres
El día de las velitas se celebra como inicio de las fiestas navideñas en la noche del 7 de diciembre exactamente desde las 7:00 p. m. Los habitantes colocan faroles multicolores iluminados con velas en su interior en los frentes de las casas y en los andenes.
El número de velitas que se enciende corresponde al número de personas que pertenecen a la familia, no importa si viven en otro hogar distante, si visitan a sus abuelos; son de la familia, esto incluye a yernos, nueras, nietos y demás. También se enciende cada vela por alguien, es decir, por los enfermos, los presos, por las almas del purgatorio, etc., y agradeciendo a Dios por todas las Bendiciones vividas en el año presente. Es importante resaltar que los niños dan vida a esta noche especial de vigilia y víspera de la inmaculada Virgen María, madre de Jesucristo y por ende de todo el género humano según la teología y piedad popular católica. Mientras se encienden las velitas, se recuerdan aquellas personas fallecidas, y también se agradece por todas las cosas buenas que han pasado durante ese año para todos los presentes.
Quimbaya

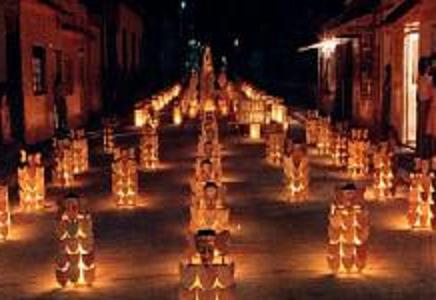
Faroles de papel en Quimbaya, Quindío.

El evento cultural más importante del Quindío es el Concurso de Velas y Faroles que se realiza en Quimbaya todos los años el 7 y 8 de diciembre. Es un encuentro con la fe y la esperanza. Es un trabajo artesanal donde familias enteras elaboran los diseños de faroles alusivos a la fiesta, con peticiones elevadas a la virgen. Es un derroche de creatividad, luz, color y trabajo, utilizando plástico, cartón, cerámica, vidrio, papel y material reciclable. El concurso es organizado por la Fundación Velas y Faroles, la Alcaldía y la Casa de la Cultura. Esta fiesta o concurso es uno de los actos más importantes del Quindío. Con el fin de tener listos los faroles a tiempo, desde septiembre comienzan a trabajar los habitantes del municipio elaborando diversos diseños.
Valledupar
Las velitas se encienden desde la noche del 7 de diciembre y también a las 3:00 a. m. del día 8 hasta el amanecer, a manera de veneración a la Virgen.
Tuluá, Palmira y Buga
En estas ciudades las velitas y los faroles se encienden desde las 6:00 p. m. del 7 de diciembre y el 8 de diciembre casi a la misma hora. Algunas familias preparan natillas, buñuelos y dan galletas para la familia, otras familias dejan sus velitas o farolitos en la casa, y se van a recorrer las calles de estas ciudades para ver el alumbrando de las calles principales y de los barrios típicos, de fondo se escucha la pólvora y muchas familias ponen música de diciembre en la noche.

## Decoración

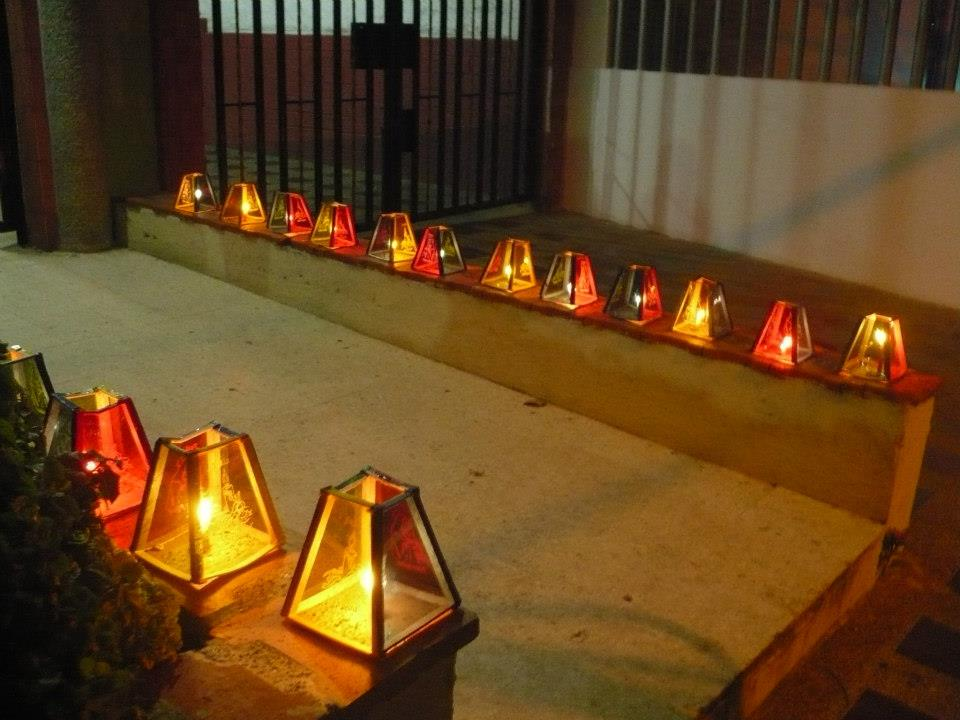
Faroles en Barranquilla.

Los más frecuentes son: pirámide truncada conformada por una armazón de listones de madera, la cual está recubierta de papeles o papel celofán de colores (amarillo, verde, rojo, azul), a veces estampado con dibujos navideños. Otros diseños son las lámparas hechas de botellas con forma de flores poniendo debajo un listón de madera y en el interior las velas.
Si esta fecha se vive en el campo, se pueden ver hogueras encendidas por los campesinos en las montañas. En tiempos pasados y aún en la actualidad, parte de la recogida del rastrojo de los montes se hacía por estos días y se aprovecha para quemarlo en hogueras durante esta noche, y así alumbrar el camino de la Virgen hasta la casa de esas familias.
También se pueden observar diseños caseros hechos con papel cartulina de colores y con figuras alusivas a la Navidad. La pólvora todavía es también muy usada, especialmente en las ciudades del departamento de Antioquia.